# Măhăceni, Alba
Măhăceni (mai demult Măhaci sau Măhaciu; în maghiară Aranyosmohács sau Mohács, în germană Goldenhof) este un sat în comuna Unirea din județul Alba, Transilvania, România.

## Date geografice
Pe teritoriul acestei localități se găsesc izvoare cu apă sărată.

## Istoric
Din secolul al XV-lea, Măhăceni a fost un sat populat preponderent de români.
La sfârșitul secolului al XVI-lea și începutul celui următor, preotul Grigore din Măhaci (Măhăceni) a alcătuit o colecție de texte apocrife, apocaliptice și hagiografice, cunoscută sub numele de Codex Sturdzanus.
„Biserica Ungurească” a fost demult demolată. Probabil aici au fost redactate în secolul al XVI-lea și alte texte cu litere chirilice.
Pe Harta Iosefină a Transilvaniei din 1769-1773 (Sectio 124), localitatea apare sub numele de „Mohács”. La nord-est de Mohács (Măhăceni), respectiv la sud-est de satul învecinat Stejeriș pe hartă este marcat prin semnul π un loc public de pedepsire a delicvenților în perioada medievală.
Până în anul 1876, satul a aparținut Scaunului Secuiesc al Arieșului.

## Date demografice
La recensământul din 2002 avea o populație de 383 locuitori.

## Personalități
- Augustin Tătar (1887 - ?), deputat în Marea Adunare Națională de la Alba Iulia 1918